# Ред и закон: Истинити злочин
Ред и закон: Истинити злочин је америчка антологијска серија о истинском злочину која је премијерно приказана 26. септембра 2017. на НБЦ-у. Серију је наручио НБЦ 15. јула 2016. и део је франшизе Ред и закон. Серију је створио Рене Балсер, а прва сезона од осам епизода под називом Ред и закон: Истинити злочин −Убиство Менендезових− је драматизација суђења Лајлу и Ерику Менендезу који су 1996. осуђени за убиство својих родитеља Хозеа и Кити Менендез. Од маја 2018. серија је на паузи.

## Улоге
- Еди Фалко као Лесли Абрамсон, заступница која је заступала Лајла и Ерика Менендеза.[4]
- Мајлс Гастон Вилануева као Лајл Менендез, старији брат
- Гас Халпер као Ерик Менендез, млађи брат

## Епизоде
| Бр. еп. | Наслов       | Редитељ            | Сценариста    | Премијера           | Гледаност у САД-у (милиони) |
| --- | ------------ | ------------------ | ------------- | ------------------- | --------------------------- |
| 1 | "1. епизода" | Лесли Линка Глатер | Рене Балсер   | 26. септембар 2017. | 6.06                        |
| Хозе и Кити Менендез су побијени у својој кући. Полиција у почетку истражује двоструко убиство са везама са пословањем Хозеа Менендеза које је повезано са организованим криминалом док браћа Лајл и Ерик иду у куповину уочи сахране својих родитеља. Али док детективи беже, докази упућују на злочин у другом правцу − на браћу Менендез. И док посматра догађаје који се одвијају у штампи, застушница за кривичне послове Лесли Абрамсон се занима за убиства и браћу. |              |                    |               |                     |                             |
| 2 | "2. епизода" | Лесли Линка Глатер | Рене Балсер   | 3. октобар 2017.    | 4.82                        |
| Детективи Зелер и Лајнан из полицијске управе Беверли Хилса почињу да саслушавају пријатеље и познанике браће током буђења убиства Хозеа и Кити. У међувремену, Ерик даје потресно признање свом психологу које би могло да промени ток случаја. Заступница Абрамсон сазнаје више о динамици и повести породице Менендез и предузима корак да заступа браћу на предстојећем судском поступку.                                                                               |              |                    |               |                     |                             |
| 3 | "3. епизода" | Холи Дејл          | Ђина Ђонфридо | 10. октобар 2017.   | 4.72                        |
| Док су Лајл и Ерик у полицијском притвору због сумње да су побили своје родитеље, заступница Лесли Абрамсон бескрајно ради на томе да схвати шта би могло да натера два младића да почине тако ужасан злочин као што је убиство родитеља. У међувремену, тужилаштво покушава да добије видео и аудио снимке са разговора Лајла и Ерика са њиховим психологом што на крају открива потресну тајну коју је породица дуго скривала од свих.                                    |              |                    |               |                     |                             |
| 4 | "4. епизода" | Холи Дејл          | Дајана Сан    | 17. октобар 2017.   | 4.36                        |
| Ерик и Лајл почињу да причају ужасне појединости психичког, вербалног и сексуалног злостављања које су трпели од руку својих родитеља током свог живота. У међувремену, Лесли Абрамсон тражи да се траке др. Озила изузму из суђења. Пам Фереро се суочава са повећаним притиском из тужилаштва у вези са суђењем Ерику и Лајлу. |              |                    |               |                     |                             |
| 5 | "5. епизода" | Фред Бернер        | Рене Балсер   | 24. октобар 2017.   | 4.61                        |
| Изузетно повећан ниво контроле јавности у штампи и судском систему јавља се када је судија Вајсберг дозволио да се поступак јавно преноси на телевизији у вези са предстојећим судским поступком против Ерика и Лајла. Упитна етика и побуде једног од главних сведока угрожавају поузданост судије Вајзберга у овом случају. У међувремену, Лесли Амбрасон почиње да се бори са сопственим личним утварама због секирације због случаја.                                   |              |                    |               |                     |                             |
| 6 | "6. епизода" | Фред Бернер        | Ђина Ђонфридо | 31. октобар 2017.   | 3.53                        |
| После дужег временског раздобља, Ерик и Лајл коначно први пут сведоче пред поротом. Лесли је направила изненађујући потез на суђењу пошто је судија Вајсберг одобрио отпечаћење трака са признањем браће. Изнете су завршне речи, а пресуда је препуштена пороти. |              |                    |               |                     |                             |
| 7 | "7. епизода" | Мајкл Пресмен      | Дајана Сан    | 7. новембар 2017.   | 4.08                        |
| Пошто су саслушане завршне речи одбране и тужилаштва, пороте се боре да донесу једногласну одлуку у проблематичном случају. Гарсети покушава да се супротстави опадајућој перцепцији јавности о систему кривичног правосуђа. Учинак и поузданост судије Вајсберга на суђењу су под изузетно жестоком пажњом штампе. |              |                    |               |                     |                             |
| 8 | "8. епизода" | Мајкл Пресмен      | Рене Балсер   | 14. новембар 2017.  | 4.16                        |
| Друго суђење почиње тако што се Бери Луин придружио одбрани и заступа двојицу браће. Жесток политички дослух достиже врхунац у овом случају. Судија Вајсберг одбија да Лајлова и Ерикова породица сведочи на суђењу. У међувремену, Лесли открива откривајуће податке о Хозеовом и Китином детињству. На крају порота одлучује о пресуди и све стране у предмету се враћају на суд да је последњи пут чују и саслушају.                                                     |              |                    |               |                     |                             |

## Производња
Снимање серије је почело 26. јуна 2017. за прву сезону од осам епизода. У априлу 2016. Дик Волф и НБЦ су објавили да раде на серији, а прва сезона је заснована на случају убиства браће Мендендез. Друга сезона тек треба да буде потврђена, али Дик Волф је споменуо да има много замисли за серију и могућу причу ако буде друге сезоне. „Ово је јединствено за мене после 27 година реда и закона “, рекао је Волф ТВ критичарима на ТЦА у изјави. „Ово је преузето из наслова. Направили смо неке сјајне епизоде извучене из наслова, али ово је на другом нивоу. Замисао за причу друге сезоне укључује бомбашки напад у Оклахомаграду из 1995. „Непосредно пре [летње турнеје за штампу Удружења телевизијских критичара], поменуо сам му случај Тима Меквеја и очи су му засветлеле“, каже Рене Балсер о Волфовом реаговању. „Пошто смо Дик и ја били заједно, били смо у истој посланици када је пукла бомба у Оклахоми.

## Пријем
На Rotten Tomatoes-у, сезона има оцену одобравања од 64% на основу 34 рецензије са просечном оценом 6,6/10. Критички консензус сајта гласи: „Ред и закон: Истинити злочин −Убиства Менендезових− имају користи од изванредне глуме Еди Фалко која се показује довољно задивљујућом да надокнади сталожен приступ материјалу који је могуће богат драмама. На Metacritic-у, сезона има пондерисану просечну оцену од 57 од 100 на основу 29 критичара што указује на „мешовите или просечне критике“. У својом низу рецензија сваке епизоде, Остин Консидин из Њујорк тајмса је написао да је ова мини-серија успела да унесе нешто ново и убедљиво у познати случај Менендезових.